# Jekhali v tramvaje Ilf i Petrov
Jekhali v tramvaje Ilf i Petrov (russisk: Ехали в трамвае Ильф и Петров, da.: Ilf og Petrov kørte med sporvogn) er en sovjetisk spillefilm fra 1972 af Viktor Titov.

## Medvirkende
- Innokentij Smoktunovskij
- Vladimir Basov
- Svetlana Starikova
- Emmanuil Geller
- Nikolaj Gorlov